# NGC 1741B
NGC 1741B (również PGC 16570 lub HCG 31B) – galaktyka spiralna znajdująca się w gwiazdozbiorze Erydanu w odległości około 181 milionów lat świetlnych od Ziemi. Galaktyka ta znajduje się w fazie łączenia z sąsiednią galaktyką NGC 1741A. NGC 1741B wraz z NGC 1741A należą do zwartej grupy galaktyk Hickson 31. Zostały skatalogowane jako Arp 259 w Atlasie Osobliwych Galaktyk Haltona Arpa.